# Roudná (nádraží)
Roudná byla železniční stanice ve stejnojmenné obci v okrese Tábor v Jihočeském kraji, na trati Praha – České Budějovice. Provoz na trati byl zahájen roku 1871, v Roudné se začalo zastavovat až roku 1885, nejprve pouze formou zastávky. Stanice s výhybnou byla zřízena roku 1942. K ukončení provozu stanice došlo 2. září 2022 v souvislosti s vybudováním přeložky trati mezi Planou nad Lužnicí a Soběslaví, která odvedla železnici zhruba o kilometr východním směrem k Myslkovicím.

## Uspořádání
Stanice měla dvě koleje dopravní (č. 2 o délce 692 m u výpravní budovy a č. 1 o délce 792 m) a jednu kusou manipulační zapojenou do severního zhlaví. Obě dopravní koleje byly vybaveny jednostrannými úrovňovými nástupišti, vnějším o délce 164 m u koleje č. 2 a vnitřním o délce 200 m u koleje č. 1. Byla vybavena staničním zabezpečovacím zařízením typu TEST B s ústředním stavědlem a reléovými závislostmi, které bylo ovládáno místně výpravčím. Dopravní koleje byly vybaveny kolejovými obvody, rozhodující výhybka č. 1 a 4 byly opatřeny elektromotorickými přestavníky, výhybka č. 3 směřující na manipulační kolej byla přestavována ručně.
Jízdy vlaků k sousedním dopravnám Soběslav a Doubí u Tábora byly zabezpečeny reléovým poloautomatickým blokem s kontrolou volnosti trati.

## Historie

### Provoz
V roce 1871 byl zahájen provoz odbočné větve Dráhy císaře Františka Josefa (KFJB) z Gmündu (nynější České Velenice) přes Veselí nad Lužnicí do Prahy, nicméně v Roudné byla zřízena zastávka až 15. listopadu 1885.
Roku 1942 byla změněna na stanici a byla zbudována dřevěná výpravní budova, po válce v roce 1947 byla však změněna na zastávku a nákladiště. Stanice byla obnovena roku 1957. V roce 1977 byla původní staniční budova z důvodu havarijního stavu nahrazena novou, zděnou. Roku 1984 bylo ve stanici zřízeno reléové zabezpečovací zařízení a zároveň byla trať elektrizována soustavou 15 kV 50 Hz.
Dne 10. února 1989 se ve stanici srazil rychlík se stojícím nákladním vlakem.

### Přeložka trati a zrušení stanice

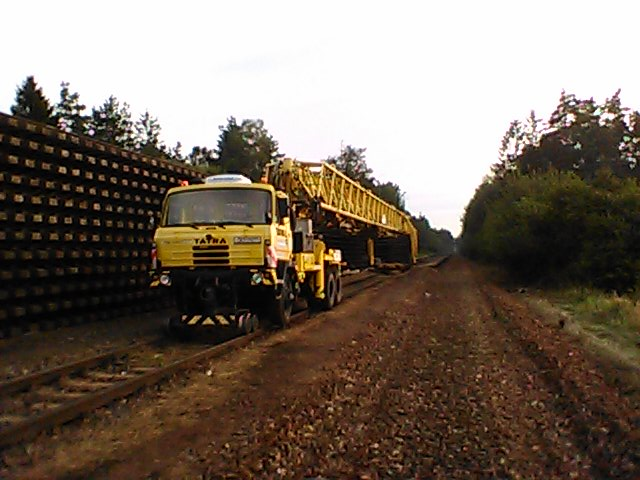
Rušení stanice v září 2022

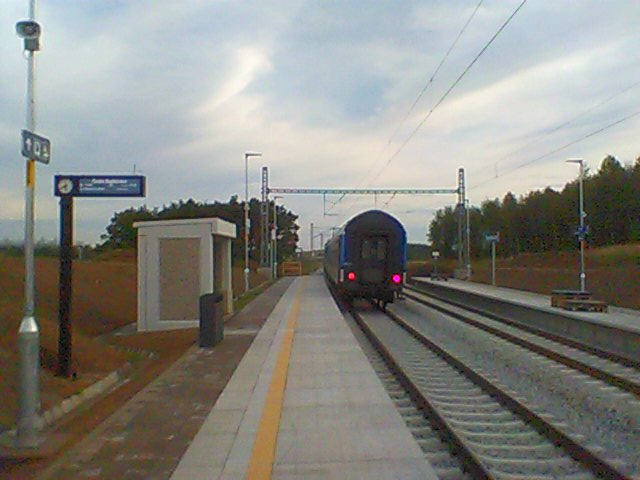
Nově zřízená zastávka Myslkovice s vlakem vedeným ještě klasickou soupravou

Roku 2017 byla schválena přeložka za účelem napřímení trati mezi Planou nad Lužnicí a Soběslaví, což s sebou neslo opuštění a zrušení úseku přes stanici Roudná. Roku 2019 začaly stavební práce.
Poslední pravidelný vlak v Roudné zastavil 2. září 2022 v 8:22, následovaly ještě dva zvláštní vlaky – vlak ČD do Tábora vedený jednotkou 650 a vlak společnosti Railway Capital vedený motorovým vozem M 240.0 (820) do Veselí nad Lužnicí. U příležitosti rozloučení s nádražím se zde odehrál doprovodný kulturní program.
Poté byl provoz na celém traťovém úseku Planá nad Lužnicí – Soběslav zastaven a začala výluka, během které byl realizován přesmyk trati do nové, přímější stopy.
Stanici nahradila od 12. září 2022 zastávka Myslkovice vzdálená asi 1,2 km vzdušnou čarou (1,5 km po cestě) od původní stanice Roudná. Po ukončení souvisejících výluk a obnovení provozu začaly být na osobních vlacích České Budějovice – Tábor nasazovány jednotky 650 (RegioPanter) namísto klasických souprav vedených lokomotivou 242 a složených z vozů Bdt280 a BDs449. Nasazení RegioPanterů bylo umožněno právě zrušením stanice Roudná, v níž se nacházelo neutrální pole trolejového vedení a hrozilo nerozjetí vlaků vedených jednotkou 650.